# محوطه شماره ۴ شمس‌آباد
محوطه شماره ۴ شمس‌آباد مربوط به هزاره اول و ۳ قبل از میلاد است و در شهرستان ایرانشهر، بخش بمپور، دهستان بمپور غربی، ۱/۷ کیلومتری شمال شرقی روستای شمس‌آباد واقع شده و این اثر در تاریخ ۲۷ اسفند ۱۳۸۶ با شمارهٔ ثبت ۲۲۶۴۰ به‌عنوان یکی از آثار ملی ایران به ثبت رسیده است.